# Никола Тунджев
Никола Иванов Янчев Тунджев е български революционер, деец на Вътрешната македоно-одринска революционна организация.

## Биография
Бабаленов е роден в 1854 година в костурското село Куманичево, тогава в Османската империя, днес Лития, Гърция. Влиза във ВМОРО. Участва в Илинденско-Преображенското въстание през лятото на 1903 година с Куманичката чета на Христо Бабаленов. На 21 юли четата се сражава с войска и башибозук над Куманичево, след което се присъединява към отряда на Васил Чекаларов, Пандо Кляшев, Иван Попов и Никола Андреев (Алай бей). На 22 юли Тунджев с Куманичевската чета участва в сражението за превземането на градеца Клисура. На 12 и 13 август участва и в превземането на градеца Невеска.
 След края на въстанието се легализира и отново се занимава с революционна дейност. По-късно емигрира в Свободна България.
На 12 февруари 1943 година, като жител на Варна, подава молба за българска народна пенсия, която е одобрена и пенсията е отпусната от Министерския съвет на Царство България.